# Podeželje
Podeželje je skupek manjših mest in vasi. Po navadi je podeželje v dolinah na relativno visokih nadmorskih višinah. Tam so pogosto različne obrti (kovaštvo, rudarstvo, mizarstvo, včasih industrija in kmetijstvo.)